# Mona Lisa (Schiff)
Die Mona Lisa war ein ursprünglich schwedisches Passagierschiff, das 1966 für den Nordatlantikdienst zwischen Göteborg und New York gebaut wurde und bis 2010 als Kreuzfahrtschiff unter der Flagge der Bahamas fuhr.
Das Schiff wurde als Kungsholm gebaut und fuhr später unter den Namen Sea Princess, Victoria und Mona Lisa. Es wurde 1982, 2001 und 2008 umgebaut bzw. renoviert. 2007 führte es den Namen Oceanic II, und ab Anfang 2008 fuhr es wieder unter dem Namen Mona Lisa. Von 2010 bis 2013 lag das Schiff als Hotelschiff unter dem Namen Veronica im Hafen von Duqm in Oman.

## Geschichte

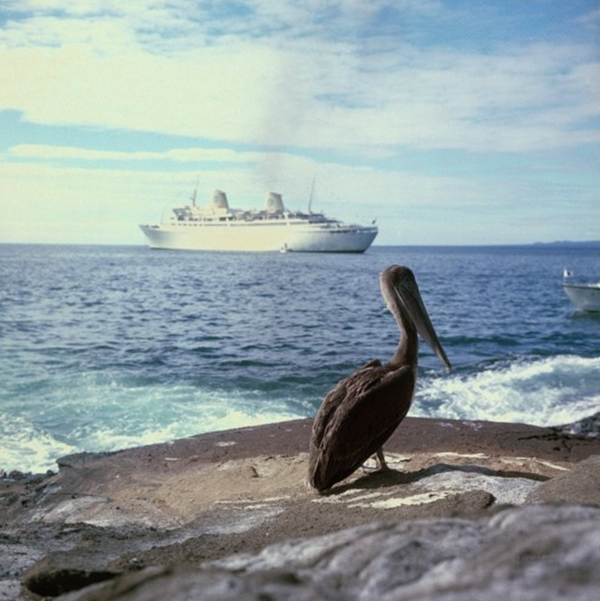
Die Kungsholm vor Galapagos

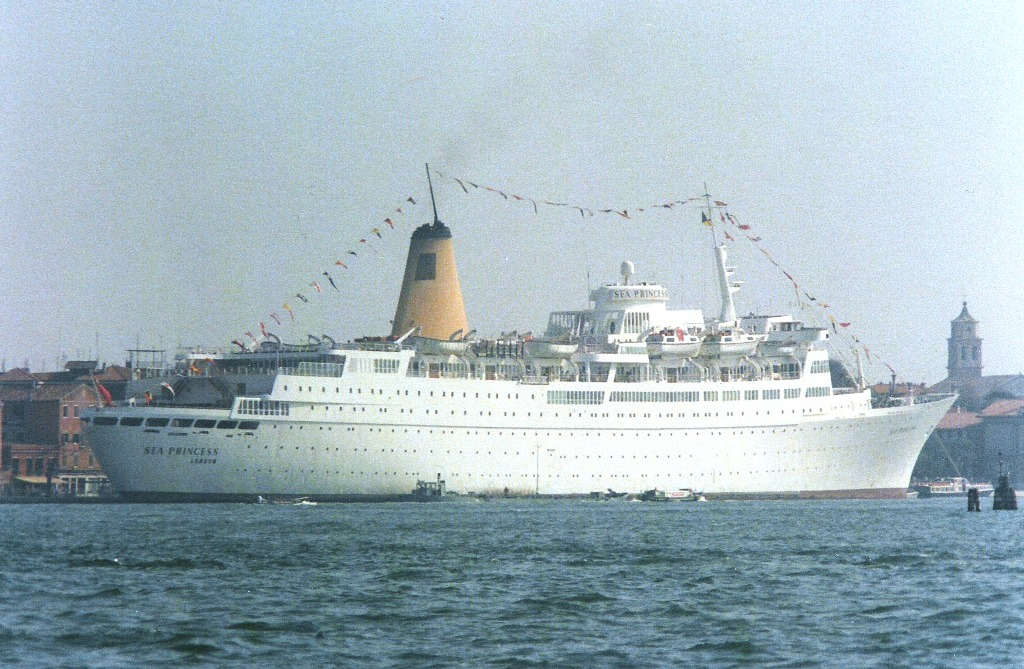
Als Sea Princess 1986 in Venedig

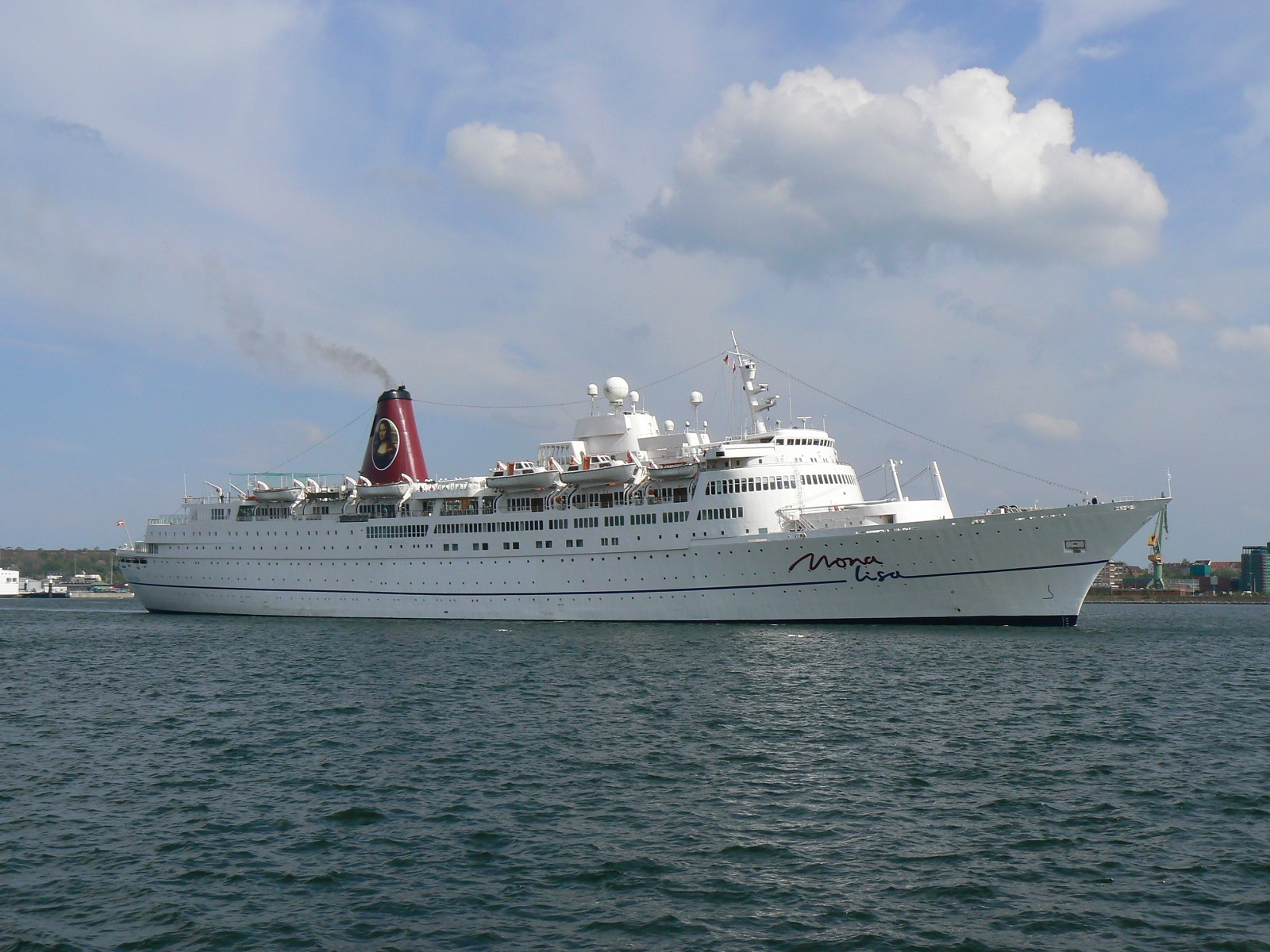
Als Mona Lisa

Das 1966 auf den Namen Kungsholm getaufte Schiff ersetzte die gleichnamige Vorgängerin und wurde zunächst von der Svenska Amerika Linien mit Sitz in Göteborg im Transatlantikdienst zwischen Göteborg und New York eingesetzt.
Im Jahr 1975 wurde es an die Flagship Cruises mit Sitz in Hamilton verkauft und fortan als Kreuzfahrtschiff eingesetzt. Nach einem grundlegenden Umbau auf der Bremer-Vulkan-Werft erhielt es den neuen Namen Sea Princess. 1978 wurde der vordere Schornstein, der eine Attrappe war, entfernt und der hintere umgebaut.
Bei einem weiteren Umbau im Jahr 1982 auf der Vosper-Werft in Southampton wurden vor allem die Kabinen vollständig erneuert. Im Jahr 1995 erhielt das Schiff den Namen Victoria. Nach einem Verkauf an die griechische Reederei Paris Katsoufis mit Sitz in Nassau wurde es erneut umgetauft und erhielt den Namen Mona Lisa. Bis 2006 wurde es von Holiday Kreuzfahrten eingesetzt. Nachdem diese Insolvenz angemeldet hatten, wurde das Schiff an die spanische Reederei Pullmantur Cruises verchartert, die es in Oceanic II umbenannte und wiederum vorübergehend an die Louis Hellenic Cruises weitergaben. Im Jahr 2007 war es für nur wenige Monate an die Gruppe The Scholar Ship verchartert, die es als schwimmendes Kolleg einsetzen wollte.
Nach einer mehrmonatigen Odyssee und einer grundlegenden Renovierung erhielt das Schiff Anfang 2008 erneut den Namen Mona Lisa und wurde unter der Charter der deutschen Lord Nelson Seereisen im Ostseeraum als Kreuzfahrtschiff eingesetzt. Das Schiff verfügte nach der Renovierung über 88 Innenkabinen, 283 Außenkabinen und 8 Suiten. Bei einer der ersten Fahrten als Mona Lisa geriet das Schiff am 4. Mai 2008 aufgrund eines Manövrierfehlers vor der Ostseeinsel Saaremaa in der Irbenstraße auf eine Sandbank und lief fest. Da alle Freischleppungsversuche zunächst erfolglos blieben, wurden die Passagiere durch die lettische Küstenwache evakuiert und nach Ventspils gebracht. Drei Tage nach der Havarie war das Kreuzfahrtschiff wieder fahrbereit.
In der Sommersaison 2008 und 2009 wurde das Schiff unter der Charter von Lord Nelson Seereisen eingesetzt. Während der Olympischen Winterspiele 2010 in Vancouver diente es als Hotelschiff im Hafen Squamish.
Aufgrund verschärfter Sicherheits- und Brandschutzbestimmungen der SOLAS wurde das Schiff nach dem Ende der Sommersaison 2010 – ebenfalls unter der Charter von Lord Nelson Seereisen – außer Dienst gestellt. Eine Initiative aus Schweden bemühte sich, das Schiff als Hotel, Restaurant und Museum nach Göteborg zu holen. Nachdem diese Initiative gescheitert war, wurde das Schiff in Piräus aufgelegt und zum Verkauf angeboten. Ab Ende Oktober 2010 lag das Schiff für seinen neuen Eigner, Daewoo Shipbuilding and Engineering (DSME) Oman, als Tagungsstätte und Restaurant eines neuen Stadt-, Hafen- und Werftneubaus (Oman Drydock) in Duqm. Ab 2011 wurde es dort unter dem Namen Veronica als schwimmendes Hotel genutzt. Am 3. Oktober 2013 wurde das Hotel geschlossen.
Schließlich wurde die Veronica zum Abwracken nach Alang (Indien) verkauft, verließ den Hafen von Duqm am 8. November 2015 im Schlepp des Italienischen Hochseeschleppers Kamarina und wurde am 19. November 2015 bei den Abwrackwerften von Alang auf Strand gesetzt.